# Plagiorhynchus gallinagi
Plagiorhynchus gallinagi är en hakmaskart som först beskrevs av Schachtachtinskaia 1953.  Plagiorhynchus gallinagi ingår i släktet Plagiorhynchus och familjen Plagiorhynchidae. Inga underarter finns listade i Catalogue of Life.